# Pietro Fasoli
Pietro Fasoli (Vertova, 25 ottobre 1891 – Albino, 5 luglio 1967) è stato un ciclista su strada italiano, professionista dal 1911 al 1925. Colse un'unica vittoria fra i professionisti, la Coppa Appennino, nel suo anno d'esordio. Partecipò a 6 Grandi Giri, concludendo solo il Giro d'Italia 1923, e a 4 Classiche monumento.

## Palmarès
- 1911 (individuale, una vittoria)

Coppa Appennino

## Piazzamenti

### Grandi Giri
- Giro d'Italia

1912: ritirato
1923: 19º
- Tour de France

1914: ritirato (9ª tappa)
1919: ritirato (1ª tappa)
1923: ritirato
1924: ritirato

### Classiche monumento
- Milano-Sanremo

1912: 38º
1923: 23º
1924: 33º
- Giro di Lombardia

1911: 31º